# Paracles ursina
Paracles ursina är en fjärilsart som beskrevs av Jean Baptiste Boisduval. Paracles ursina ingår i släktet Paracles och familjen björnspinnare. Inga underarter finns listade i Catalogue of Life.